# Союзная улица (Ижевск)
Сою́зная у́лица — улица в Ижевске, расположенная в Устиновском районе. Связывает жилые районы «Аэропорт» и «Восточный». Направлена с юга на север от пересечения с Камбарской улицей до Автозаводской улицы. Протяжённость улицы примерно 4,5 километра.
Пересекает улицы Ленина и Сабурова.
Справа примыкает улица Архитектора Берша.
Слева примыкают: проспект Калашникова, улица Барышникова, улица Надежды Курченко и улица В.И. Кудинова.

## История
Улица образовалась в начале 1980-х годов, после застройки последних микрорайонов жилого района Аэропорт. С тех пор улица является частью восточной границы Ижевска. Точной даты присвоения имени Союзной улице нет, однако первое упоминание о ней в архивных документах датируется ноябрем 1983 года.

## Здания и сооружения
К Союзной улице относятся все дома 6-го, 7-го и 8-го микрорайонов жилого района Аэропорт. Они расположены на нечетной стороне улицы. Описываемая застройка состоит в основном из пятиэтажных и девятиэтажных типовых жилых домов, а также нескольких жилых домов улучшенной планировки, в народе именуемых «ленинградками». 
Помимо нечетной стороны к Союзной улице относятся и несколько административно-деловых сооружений на четной стороне, это четыре автосалона (расположенных вдоль улицы Ленина), территория пейнтбольного клуба и гаражный кооператив. В апреле 2012 года здесь же был открыт гипермаркет мелкооптовой торговли Metro Cash & Carry.

## Транспорт
Союзная улица представляет четырехполосную магистраль с газонным ограждением посередине (от Камбарской улицы до проспекта Калашникова). С улицей Ленина образует круговой перекрёсток. 
По улице проходят несколько автобусных маршрутов: 12, 12к, 18, 40. В начале 1990-х годов планировалось пустить по Союзной улице и троллейбус. Однако из-за нехватки средств проект был отложен, но в генеральном плане Ижевска числится и по сей день.
Согласно генеральному плану Ижевска улицу  Союзную предлагается продлить в направлении мкр. Люлли путём постройки переезда через ж/д пути и моста через реку Позимь.

## Факты
Участок дороги от улицы Архитектора Берша до Автозаводской официально называется Союзной улицей (однако на данном участке ни один дом к ней не относится). Исходя из этого большинство местных жителей считают этот участок дороги улицей Сабурова или Барышникова, а по факту на разных советских картах этот участок дороги назывался иногда Восточной Магистралью (иногда ул. Восточная Магистраль), иногда Союзной, а иногда Барышникова и Сабурова.